# Jørgen Rasmussen (håndboldspiller)
 Der er flere personer med dette navn, se Jørgen Rasmussen.
Jørgen Toft Brølling Rasmussen (født 29. august 1989) er en dansk håndboldspiller, der spiller for Skjern Håndbold.
Han er tvilling til René Rasmussen, der også spiller håndbold.
Rasmussen kommer fra den lille by Rækker Mølle, hvor han tilbragte alle sine ungdomsår i KFUM, inden han skiftede til Skjern Håndbold. Han har spillet to U-landskampe.
Rasmussen arbejder som pædagogmedhjælper.